# NovoAir
NovoAir (бенг. নভোএয়ার) — частная авиакомпания Бангладеш со штаб-квартирой в городе Дакка. Портом приписки авиакомпании и её главным транзитным узлом (хабом) является международный аэропорт Шахджалал в Дакке.
Авиакомпания NovoAir была основана в 2012 году и начала операционную деятельность 9 января следующего года с осуществления пассажирских перевозок по внутренним направлениям на двух самолётах Embraer ERJ 145.

## Маршрутная сеть
Маршрутная сеть регулярных перевозок авиакомпании первоначально представляла собой 3 внутренних маршрута из Дакки в Читтагонг (26 рейсов в неделю), Джессор (ежедневные рейсы) и Кокс-Базар. 20 января 2013 года был открыт ещё один маршрут из Дакки в Силхет.
В планах авиакомпании открытие регулярных рейсов в Калькутту, Катманду, Янгон, Бангалор и Чианг-Май.
По состоянию на 20 января 2013 года маршрутная сеть NovoAir состояла из следующих пунктов назначения:
- Дакка — международный аэропорт Шахджалал хаб
- Читтагонг — международный аэропорт имени шаха Аманата
- Джессор — аэропорт Джессор
- Кокс-Базар — аэропорт Кокс-Базар
- Силхет — международный аэропорт Османи

## Флот
NovoAir эксплуатирует два самолёта Embraer ERJ 145 по лизингу у британской бюджетной авиакомпании Flybe, оба лайнера оснащены двигателями компании Rolls-Royce.